# Tomáš Halík
Tomáš Halík (češki: [ˈtoma:ʒ ˈɦali:k ] ; rođen 1. lipnja 1948.) je češki katolički svećenik, filozof i teolog. Profesor je sociologije na Karlovom sveučilištu u Pragu, župnik Akademske župe Svetog Spasitelja u Pragu i predsjednik Češke kršćanske akademije. Od 1989. godine predavao je na brojnim sveučilištima i međunarodnim znanstvenim konferencijama u Europi, Sjedinjenim Državama, Aziji, Australiji, Kanadi i južnoj Africi. Bio je i gostujući profesor na Sveučilištu Oxford, Sveučilištu Cambridge i Sveučilištu Harvard.
Autor je nekoliko knjiga o religiji i duhovnosti te dobitnik brojnih nagrada, uključujući nagradu Templeton, nagradu Romano Guardini i počasni doktorat Sveučilišta Oxford. Papa Benedikt XVI. dodijelio mu je 2008. titulu prelata Njegove Svetosti.
Halíka je papa Ivan Pavao II. imenovao za savjetnika Papinskog vijeća za dijalog s nevjernicima 1992. U crkvi Svetog Spasitelja u Pragu često održava zajedničke molitve i meditacije s pripadnicima drugih religija kao što su Židovi, budisti i muslimani. Zbog svojih stavova o drugim religijama, njegove podrške registriranim partnerstvima i svog stava o migracijama, dobio je i pohvale i kritike.

## Biografija

### Komunističko doba
Halík je prešao u Katoličku crkvu s 18 godina, zbog utjecaja pisaca kao što su GK Chesterton i Graham Greene. Studirao je sociologiju i filozofiju na Karlovom sveučilištu u Pragu, tada Čehoslovačka, gdje je bio učenik Jana Patočke. Nakratko se preselio u inozemstvo kako bi studirao engleski jezik na Sveučilištu Wales, u Bangoru, gdje je bio iznenađen invazijom na njegovu zemlju pod vodstvom Sovjetskog Saveza, koja je trebala slomiti Praško proljeće, u kolovozu 1968. Vratio se u Prag, gdje je diplomirao 1972. godine. Održao je govor na dodjeli doktorata koji je komunistički režim smatrao subverzivnim, zbog čega mu je zabranjeno predavati ili obnašati bilo koju akademsku poziciju. 
Potom je radio kao psihoterapeut, od 1972. do 1975. godine. Od 1975. do 1984. godine je vodio katedru psihologije rada u Institutu Ministarstva rada. U međuvremenu, Halík je tajno studirao teologiju u Pragu, a 21. kolovoza 1978. potajno je zaređen za katoličkog svećenika u Erfurtu, Istočna Njemačka. Studirao je i diplomirao psihologiju na Medicinskom institutu u Pragu 1984. godine. Radio je kao psihoterapeut za narkomane i alkoholičare na klinici za liječenje ovisnosti Karlovog sveučilišta u Pragu od 1984. do 1990. godine. Osamdesetih je bio aktivan u podzemnoj Crkvi i bio je bliski suradnik kardinala Františeka Tomášeka, prije pada komunizma u istočnoj Europi 1989. godine.

### Vrijeme demokracije
Nakon Baršunaste revolucije, koja je značila pobjedu demokracije u njegovoj zemlji, bio je jedan od vanjskih savjetnika češkog predsjednika Václava Havela. Papa Ivan Pavao II. imenovao ga je savjetnikom Papinskog vijeća za dijalog s nevjernicima 1992. godine. Stekao je licencijat iz teologije na Papinskom lateranskom sveučilištu u Rimu 1992. godine. Iste godine diplomirao je sociologiju na Karlovom sveučilištu i doktorirao teologiju na Papinskom teološkom fakultetu u Wrocławu u Poljskoj. Halík se pridružio Fakultetu sociologije na svom alma-mater 1993., postao je profesor 1997. godine. Također je pročelnik Odsjeka za religijske studije. Kao gostujući suradnik, držao je predavanja na Sveučilištu Oxford i Sveučilištu Cambridge u Engleskoj. Hálik je od 1990. rektor crkve Svetog Spasitelja u Pragu te suosnivač i dugogodišnji predsjednik Češke kršćanske akademije. Papa Benedikt XVI. imenovao ga je za počasnog papinog prelata, 2008. godine.
Često javno raspravlja o etičkim pitanjima, kao što su rasizam, politička i vjerska netolerancija, proces sekularizacije, kao i proces europske ekspanzije i integracije.
Tomáš Halík član je nekoliko znanstvenih društava, uključujući Europsko društvo za katoličku teologiju, Međunarodno društvo za psihologiju religije i Čehoslovačko društvo za znanost i umjetnost sa sjedištem u Washingtonu.
Godine 2010., njegova knjiga Strpljenje s Bogom (Vzdáleným nablízku: vášeň a trpělivost v setkání víry s nevírou) proglašena je knjigom mjeseca od strane US Catholic Book Cluba i nagrađena je nagradom za najbolju europsku teološku knjigu.
Naslućivalo se da će se Halík kandidirati za češkog predsjednika. Zdeněk Škromach je 2015. najavio svoju kandidiraturu, na što je Halík godinu dana ranije rekao da će, ako ne bude dostojnih kandidata, navodeći Škromacha kao jednog takvog kandidata, imati moralnu obvezu kandidirati se. Međutim, početkom 2016. izjavio je kako vjeruje da ga ured predsjednika ne privlači jer je vrijeme za demagoge poput aktualnog češkog predsjednika Miloša Zemana i Donalda Trumpa. Također nije vjerovao da ima velike šanse za uspjeh u utrci 2018., jer bi osvojio samo glasove zdravih i obrazovanih ističući da ne želi ići protiv svog moralnog kompasa i u kampanju na populističkom i kontroverznom platforma.

## Ljetna škola teologije u Dubrovniku 2021.
U Dubrovniku je biskup Mate Uzinić sa suradnicima organizirao dvije ljetne škole teologije. Prva, pod naslovom “Teologija u pluralnom društvu”, bila je od 14. do 19. srpnja 2019., a druga na temu “(A)politična vjera: kršćani u političkom prostoru”, od od 18. do 24. srpnja 2021. godine. Škola je izazvala veliko zanimanje i oba puta okupila studentice i studente katoličke, pravoslavne i protestantske teologije. Bili su to svojevrsni ekumenski i dijaloški skupovi na kojima su se mogli upoznati mladi teolozi različitih kršćanskih konfesija međusobno, kao i s nekoliko renomiranih svjetskih teologa, također različitih kršćanskih konfesija. Među predavačima druge Ljetne škole teologije Uzinić je pozvao i teologa Tomáša Halíka. Drugi pozvani predavači bili su: Ivan Šarčević, Teresa Forcades, Aristotle Papanikolaou i Miroslav Volf. U Dubrovniku je profesor Halík dao intervju za news portal Svete Stolice u kojemu je istaknuo da je vrijeme u kojem živimo vrijeme za širi ekumenziam, “za hrabrije traženje Boga ‘u svim stvarima’. Možemo prihvatiti Korizmu praznih crkava, utihlih tijekom pandemije, kao kratku privremenu mjeru koja će biti brzo zaboravljena. No možemo je, također, iskoristiti kao kairós: pogodan trenutak za ‘otisnuti se na more’ i tražiti novi identitet za kršćanstvo u svijetu koji se radikalno mijenja pred našim očima”.

## Vatikanski tečaj formacije za nove biskupe 2022.
Tijekom rujna 2022. u prostorijama Sveučilišta Regina Apostolorum u Rimu održavao se godišnji tečaj za novoimenovane i novozaređene biskupe u organizaciji vatikanskog Dikasterija za biskupe. Glavna tema bila je "Naviještati evanđelje u promjenjivim vremenima: služba biskupa". S obzirom na to da prijašnjih godina tečaj nije bilo moguće organizirati zbog covida, ove se godine on održao u dva kruga, a zajedno na njemu sudjeluje oko 320 biskupa sa svih kontinenata. U drugom tjednu – za biskupe iz Europe, SAD-a, Kanade, Južne Amerike, Australije i Oceanije – profesor mons. Tomáš Halík, koji je između ostaloga bio predavač na drugoj Ljetnoj školi teologije u Dubrovniku od 18. do 24. srpnja 2021. godine, pozvan je iz Dikasterija za biskupe da održi predavanje o "znakovima vremena i ulozi Crkve". Svoje predavanje nazvao je "33 teze o Crkvi u vremenu promjene epoha".

## Stavovi

### Crkva i žene
Halík se zalaže za razvoj nauka Katoličke crkve. Podržava, primjerice, ređenje žena, tvrdeći da je prvi korak prema tome dopustiti ženama da naviještaju Božju Riječ i propovjedaju. Tako, u jednom intervjuu kaže: "Uvjeren sam da je sada čas žena. Ne možemo propustiti ovaj trenutak. Crkva je prečesto gubila važan trenutak, “kairos”. U 19. stoljeću izgubila je radničku klasu; zatim mnoge intelektualce kroz svoj jednostrani antimodernizam; mlade u 1960-ima kroz paničnu reakciju na 'seksualnu revoluciju'. Sad vidim opasnost od gubitka žena. Njena karizma mora biti više integrirana u služenje. Moramo ići korak po korak, u Crkvi je toliko stereotipa i predrasuda. Sljedeći korak morale bi biti propovijedi žena. Tada dolazi đakonat i za žene. To su dva koraka koja se sada mogu učiniti".

### LGBT osobe
Kritizirao je rigidni stav Crkve o homoseksualnosti i ne prihvaćanje homoafektivnih osoba. "Mnogo je onih koji se ne identificiraju u potpunosti s crkvenim zakonima i crkvenom praksom, a koji se ne osjećaju prihvaćenima. To također uključuje mnoge LGBT osobe. Gledati ljude u 'graničnim situacijama' znači proširiti vlastite mentalne granice. Duhovno iskustvo tražitelja mora imati mjesta u Crkvi – ne kao 'predvorje za pogane' kako je to predložio Benedikt XVI., to danas više nije dovoljno – već kao obogaćivanje vjere i prakse Crkve".

### Sekularno društvo
Halík smatra da u sekularnom društvu valja voditi brigu o pluralnosti. Tako se nauk neke religije ne smije jednostavno kopirati u građansko zakonodavstvo. Stoga je kritizirao građansko zakonodavstvo protiv pobačaja, posebno u istočnoj Europi tvrdeći da bi gotovo potpuna zakonska zabrana pobačaja u Poljskoj zapravo "potaknula 'abortus turizam' Poljakinja u Češkoj Republici i Slovačkoj, pridonijevši vrlo malo zaštiti nerođenih i da to neće moći zaustaviti zlo pobačaja".

## Počasti, priznanja i nagrade
Tomáš Halík dobio je mnoga ugledna priznanja za zasluge u međureligijskom dijalogu, za znanstvenu i pedagošku djelatnost, promicanje duhovne slobode i ljudskih prava te za književnost, uključujući:
- 1997: Nagrada Masarykove umjetničke akademije za kreativnu djelatnost (Prag)
- 2002: Nagrada za ljudsku toleranciju Andrew Elias za izvanredne zasluge u širenju vrijednosti tolerancije i duhovne i intelektualne slobode (SAD)
- 2003.: Nagrada kardinala Königa za obranu ljudskih prava i duhovne slobode, Austrija (Laudator: Václav Havel, predsjednik Češke)
- 2006: Književna nagrada Češkog književnog fonda za knjigu Noć ispovjednika
- 2007: Fenix nagrada poljskih knjižara za najbolju knjigu stranog autora, za knjigu Both Called and Not Called (Poljska)
- 2007: Nagrada Češkog društva za znanost i umjetnost za njegovu književnu, znanstvenu i pedagošku djelatnost
- 2010: Nagrada Romano Guardini za izvanredne zasluge u tumačenju suvremenog društva, Njemačka (Laudator: Karel Schwarzenberg, ministar vanjskih poslova Češke)
- 2010.: Zlatna medalja sv. Adalberta za izvanredno učinkovito pojašnjenje vjere sugrađanima, Prag (Laudator: kardinal Dominik Duka, praški nadbiskup)
- 2010.: Medalja za izuzetne zasluge u međureligijskom i međukulturnom dijalogu (Islamsko društvo Mosaika-Platforma, Prag)
- 2011: Počasna titula Čovjek pomirenja 2010. za izvanredne zasluge u dijalogu između kršćana i Židova (Poljsko vijeće kršćana i Židova, Varšava)
- 2012.: Viteški križ Reda za zasluge Republike Poljske odlukom poljskog predsjednika
- 2014.: Templetonova nagrada[26]
- 2016.: Počasni stupanj Sveučilišta u Oxfordu[5]

## Publikacije
Knjige na engleskom
- Patience with God: The Story of Zacchaeus Continuing in Us. Doubleday, New York–London-Toronto-Sydney-Auckland, 2009.
- Night of the Confessor: Christian Faith in an Age of Uncertainty. Doubleday/Image, New York–London-Toronto-Sydney-Auckland, 2012.
- I Want You to Be: On the God of Love. University of Notre Dame Press, Notre Dame, Indiana, 2016.
- From the Underground Church to Freedom. University of Notre Dame Press, Notre Dame, Indiana, 2019.
- Is Got absent? Faith, Atheism, and Our Search for Meaning. (A.Grün & T.Halík). Paulist Press 2019.

Knjige na češkom
- O přítomnou církev a společnost (For Present Church and Society). Prague: Křesťanská akademie, 1992. (Essays from 1989 to 1991.)
- Sedm úvah o službě nemocným a trpícím (Seven Meditations about Serving the Diseased and Suffering). Brno: Cesta, 1993.
- Víra a kultura (Faith And Culture). Prague: Zvon, 1995.
- Ptal jsem se cest (I Asked The Roads). Prague: Portál, 1997. (Interviews with Jan Jandourek.)
- Co je bez chvění, není pevné (There is No Firmness Without Trembling). Prague: Lidové noviny, 2002.
- Oslovit Zachea (Addressing Zacheus). Prague: Lidové noviny, 2003.
- Vzýván i nevzýván (Both Called And Not Called). Prague: Lidové noviny, 2004.
- Noc zpovědníka (Night of the confessor: Paradoxes of little faith in a post-optimistic era). Prague: Lidové noviny, 2005. (Published in English under the title Night of the Confessor)
- Prolínání světů (Overlaps of worlds). Prague: Lidové noviny, 2006.
- Vzdáleným nablízku. (To the distant ones nearby: Fervour and patience in the encounter of faith and non-belief) Prague: Lidové noviny, 2007. (Published in English under the title Patience with God)
- Dotkni se ran (Touch the wounds: A spirituality of concern). Prague: Lidové noviny, 2008.
- Stromu zbývá naděje (Hope remains for the tree: The crisis as opportunity). Prague: Lidové noviny, 2009.
- Divadlo pro anděly (A theatre for angels: Life as a religious experiment). Prague: Lidové noviny, 2010.
- Smířená různost (Reconciled difference). Prague: Portál, 2011. (Interviews with Tomasz Dostatni)
- Úvahy na prahu tisíciletí - Ranní zamyšlení na vlnách BBC (Reflections on the eve of the millennium -Morning reflections broadcast by BBC Czech service). Prague: Lidové noviny, 2011.
- Chci, abys byl (I want you to be: Post-religion Christianity). Prague: Lidové noviny, 2012.
- Žít s tajemstvím (Living with mystery). Prague: Lidové noviny, 2013.
- Žít v dialogu (Living in dialogue). Prague: Lidové noviny, 2014.
- Obnovíš tvář země (Texts 1988–1998). Prague: Lidové noviny, 2014.
- Svět bez Boha (A.Grün & T.Halík). Prague: Lidové noviny, 2017.
- To že byl život?. Prague: Lidové noviny, 2018.

Knjige na francuskom
- Patience avec Dieu: l'histoire de Zachée, continue à nous. CERF Paris 2014 (Patience with God)

Knjige na talijanskom
- Mistica, anima della filosofia? Fondazione nazionale Vito Fazio-Allmayer, Palermo 1999
- Vicino ai lontani: la pazienza della fede nel dialogo con l'ateismo. Libreria editrice Vaticana, Citta del Vaticano 2012 (Patience with God)
- La notte del confessore. Milano, Figlie di San Paolo 2013 (Night of the confessor)

Knjige na njemačkom
- Du wirst das Angesicht der erde erneuern: Kirche und Gesellschaft an der Schwelle zur Freiheit. St.-Benno-Verl., Leipzig 1993 (You shall renew the face of the earth)
- Geduld mit Gott (Die Geschichte von Zachäeus heute). Freiburg: Herder, 2010 (Patience with God)
- Nachtgedanken eines Beichtvaters. Herder Verlag, Freiburg-Wien 2012 (Night of the confessor)
- Berühre die Wunden. Herder Verlag, Freiburg-Wien 2013 (Touch the wounds)
- All meine Wege sind DIR vertraut: Von der Untergrundkirche ins Labyrinth der Freiheit, Freiburg 2014

Knjige na španjolskom
- Un proyecto de renovación espiritual. Narcea, Madrid 1996
- Paciencia con Dios. Herder, Barcelona 2014. (Strpljenje s Bogom)
- Paradojas de la fe en tiempos posoptimistas. Herder, Barcelona 2016. (Noć ispovjednika)
- ¿Deshacerse de Dios? Cuando la fe y la increencia se abrazan. (& A.Grün) 2018
- Quiero que seas: Sobre el Dios del amor. Herder, Barcelona 2018

Knjige na portugalskom
- Paciência com Deus, 2013. Paulinas Editora, 3.ª edição
- A Noite do Confessor, 2014. Paulinas Editora
- O meu Deus é um Deus ferido, 2015. Paulinas Editora
- Quero que Sejas Tu, 2016. Paulinas Editora
- O abandono de Deus. Quando a crença ea descrença se abraçam (& A.Grün), 2017. Paulinas Editora
- Diante de ti, os meus caminhos, 2018., Paulinas Editora

Knjige na nizozemskom
- Geduld met God: Twijfel als brug tussen geloven en niet-geloven. Uitgeverij Boekencentrum, Zoetermeer 2014
- De nacht van de biechtvader. Christelijk geloof in een tijd van onzekerheid. Uitgeverij Boekencentrum, Zoetermeer 2016
- Ik wil dat jij bent: over God van liefde. Uitgeverij Boekencentrum, Zoetermeer 2017
- Geloven op de tast. Als geloof en ongeloof elkaar ontmoeten (& A.Grün). Uitgeverij Boekencentrum, Zoetermeer 2017
- Raak de wonden aan van. Over niet zien en toch geloven. Uitgeverij Boekencentrum, Zoetermeer 2018
- Niet zonder hoop. Religieuze crisis als kans. KokBoekcentrum 2019
- In het geheim geloven. Autobiografie. KokBoekcentrum 2020

## Vanjske poveznice
- Početna stranica Tomáša Halíka
- Tomáš Halik u Encyclopædia Britannica